# Jim Busby

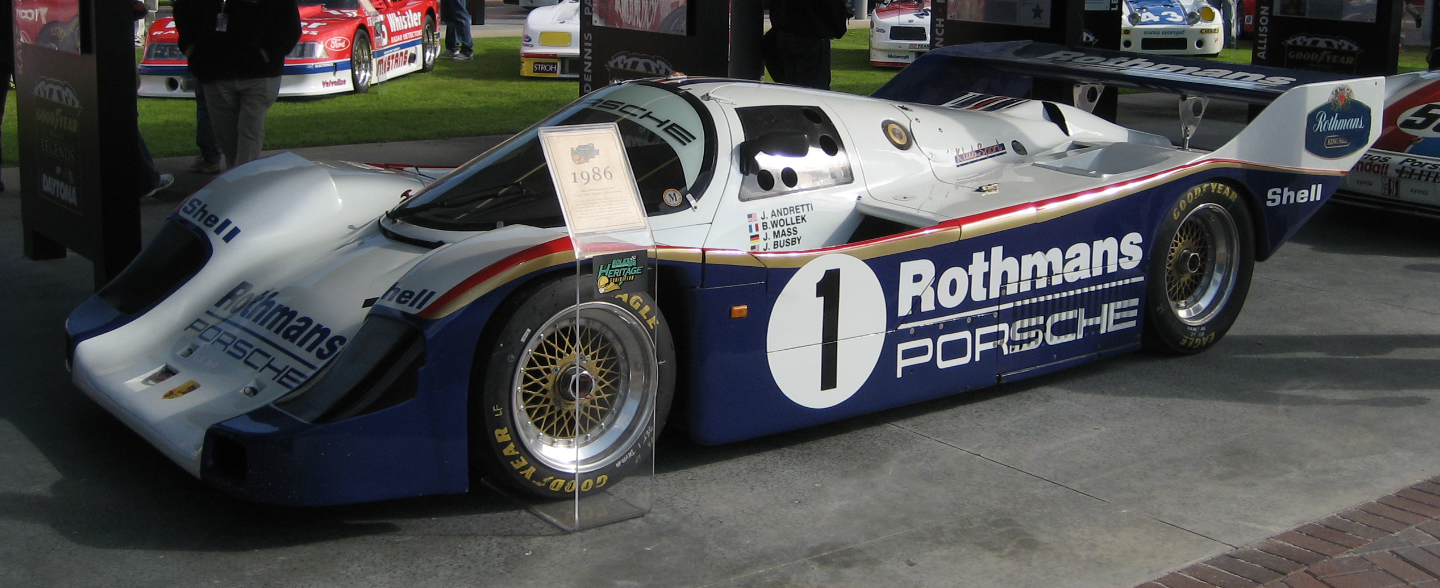
Der Porsche 962 (#119), mit dem Jim Busby 1986 in der IMSA-GTP-Serie am Start war

James Steele „Jim“ Busby (* 14. Juni 1942 in Pasadena, Kalifornien) ist ein ehemaliger US-amerikanischer Autorennfahrer und Rennstallbesitzer.

## Karriere
Jim Busby betrieb in der IMSA-GTP-Serie ein eigens Rennteam. Er gehörte in den 1980er Jahren zu den führenden Fahrern und gewann unter anderen 1981 das zur Sportwagen-Weltmeisterschaft zählende 6-Stunden-Rennen von Riverside. Dreimal, 1976, 1985 und 1986, wurde er Gesamtdritter beim 24-Stunden-Rennen von Daytona.
Busby betreibt nach wie vor sein Rennteam und ist damit in der nordamerikanischen Top-Fuel-Dragster-Szene aktiv. Außerdem vertreibt er Ferrari-Straßenfahrzeuge und ist im Besitz eines von der Scuderia erworbenen Ferrari F1-2000 sowie eines F301B. Mit diesen Rennwagen geht er regelmäßig bei historischen Formel-1-Rennen an den Start.

## Statistik

### Le-Mans-Ergebnisse
| Jahr | Team                      | Fahrzeug                | Teamkollege | Teamkollege   | Platzierung             | Ausfallgrund |
| ---- | ------------------------- | ----------------------- | ----------- | ------------- | ----------------------- | ------------ |
| 1978 | Porsche Kremer Racing     | Porsche 935/77          | Chris Cord  | Rick Knoop    | Rang 6 und Klassensieg  |              |
| 1982 | Goodrich Corporation      | Porsche 924 Carrera GTR | Doc Bundy   | Marcel Mignot | Rang 16 und Klassensieg |              |
| 1984 | The B.F. Goodrich Company | Lola T616               | Boy Hayje   | Rick Knoop    | Rang 12                 |              |

### Sebring-Ergebnisse
| Jahr | Team                    | Fahrzeug            | Teamkollege      | Teamkollege      | Platzierung | Ausfallgrund    |
| ---- | ----------------------- | ------------------- | ---------------- | ---------------- | ----------- | --------------- |
| 1976 | Brumos Porsche-Audi     | Porsche Carrera RSR | Carl Shafer      |                  | Rang 8      |                 |
| 1977 | Brumos Racing           | Porsche 934         | Peter Gregg      |                  | Rang 3      |                 |
| 1980 | Jim Busby Industries    | March-BMW M1        | Bruce Jenner     | Rick Knoop       | Ausfall     | Getriebeschaden |
| 1981 | John Fitzpatrick Racing | Porsche 935K3/80    | John Fitzpatrick |                  | Ausfall     | Antriebswelle   |
| 1982 | Brumos Racing           | Porsche 924 Carrera | Doc Bundy        | James Brolin     | Rang 21     |                 |
| 1983 | Herman & Miller P & A   | Porsche 924 Carrera | Paul Miller      | Ron Grable       | Ausfall     | Motorschaden    |
| 1985 | Busby Racing            | Porsche 962         | John Morton      | Jochen Mass      | Ausfall     | Unfall          |
| 1986 | BF Goodrich             | Porsche 962         | John Morton      | Darin Brassfield | Rang 2      |                 |

### Einzelergebnisse in der Sportwagen-Weltmeisterschaft
| Saison | Team                              | Rennwagen               | 1   | 2   | 3   | 4   | 5   | 6   | 7   | 8   | 9   | 10  | 11  | 12  | 13  | 14  | 15  | 16  | 17  |
| ------ | --------------------------------- | ----------------------- | --- | --- | --- | --- | --- | --- | --- | --- | --- | --- | --- | --- | --- | --- | --- | --- | --- |
| 1973   | Lola Cars                         | Lola T292               | DAY | VAL | DIJ | MON | SPA | TAR | NÜR | LEM | ZEL | WAT |     |     |     |     |     |     |     |
| 1973   | Lola Cars                         | Lola T292               | DNF |     |     |     |     |     |     |     |     |     |     |     |     |     |     |     |     |
| 1977   | Busby Racing                      | Porsche 935             | DAY | MUG | DIJ | MON | SIL | NÜR | VAL | PER | WAT | EST | LEC | MOS | IMO | SAL | BRH | HOK | VAL |
| 1977   | Busby Racing                      | Porsche 935             |     |     |     |     |     | 12  |     |     |     |     |     |     |     |     |     |     |     |
| 1978   | Shaw Racing                       | Porsche 935             | DAY | SEB | MUG | TAL | DIJ | SIL | NÜR | LEM | MIS | DAY | WAT | VAL | ROD |     |     |     |     |
| 1978   | Shaw Racing                       | Porsche 935             | 10  |     |     |     |     |     |     | 6   |     |     |     |     |     |     |     |     |     |
| 1979   | Busby Racing BMW                  | BMW 320i BMW M1         | DAY | SEB | MUG | TAL | DIJ | RIV | SIL | NÜR | LEM | PER | DAY | WAT | SPA | BRH | ROA | VAL | ELS |
| 1979   | Busby Racing BMW                  | BMW 320i BMW M1         |     |     |     |     |     | DNF |     |     |     |     |     | DNF |     |     | 4   |     |     |
| 1980   | Busby Racing Momo                 | BMW M1 Porsche 935      | DAY | BRH | SEB | MUG | MON | RIV | SIL | NÜR | LEM | DAY | WAT | SPA | MOS | ROA | VAL | DIJ |     |
| 1980   | Busby Racing Momo                 | BMW M1 Porsche 935      | 56  |     | DNF |     |     | DNF |     |     |     |     |     |     |     | 15  |     |     |     |
| 1981   | Holbert Racing Fitzpatrick Racing | Porsche 924 Porsche 935 | DAY | SEB | MUG | MON | RIV | SIL | NÜR | LEM | PER | DAY | WAT | SPA | MOS | ROA | BRH |     |     |
| 1981   | Holbert Racing Fitzpatrick Racing | Porsche 924 Porsche 935 | DNF | DNF |     |     | 1   |     |     |     |     |     | 4   |     | 6   | 6   |     |     |     |
| 1982   | Goodrich Corporation              | Porsche 924             | MON | SIL | NÜR | LEM | SPA | MUG | FUJ | BRH |     |     |     |     |     |     |     |     |     |
| 1982   | Goodrich Corporation              | Porsche 924             | 16  |     |     |     |     |     |     |     |     |     |     |     |     |     |     |     |     |
| 1984   | BF Goodrich                       | Lola T616               | MON | SIL | LEM | NÜR | BRH | MOS | SPA | IMO | FUJ | KYA | SAN |     |     |     |     |     |     |
| 1984   | BF Goodrich                       | Lola T616               | 8   |     | 12  | 14  |     |     |     |     | 13  |     |     |     |     |     |     |     |     |